# Brevantennia
Brevantennia is een geslacht van vlinders van de familie zakjesdragers (Psychidae).

## Soorten
- B. adriatica (Rebel, 1919)
- B. herrmanni Weidlich, 1996
- B. pinkeri Sieder, 1964
- B. reliqua Sieder, 1953
- B. siederi (Sauter, 1954)
- B. styriaca Meier, 1957
- B. triglavensis (Rebel, 1919)